# Tiferet-Jisrael-Synagoge

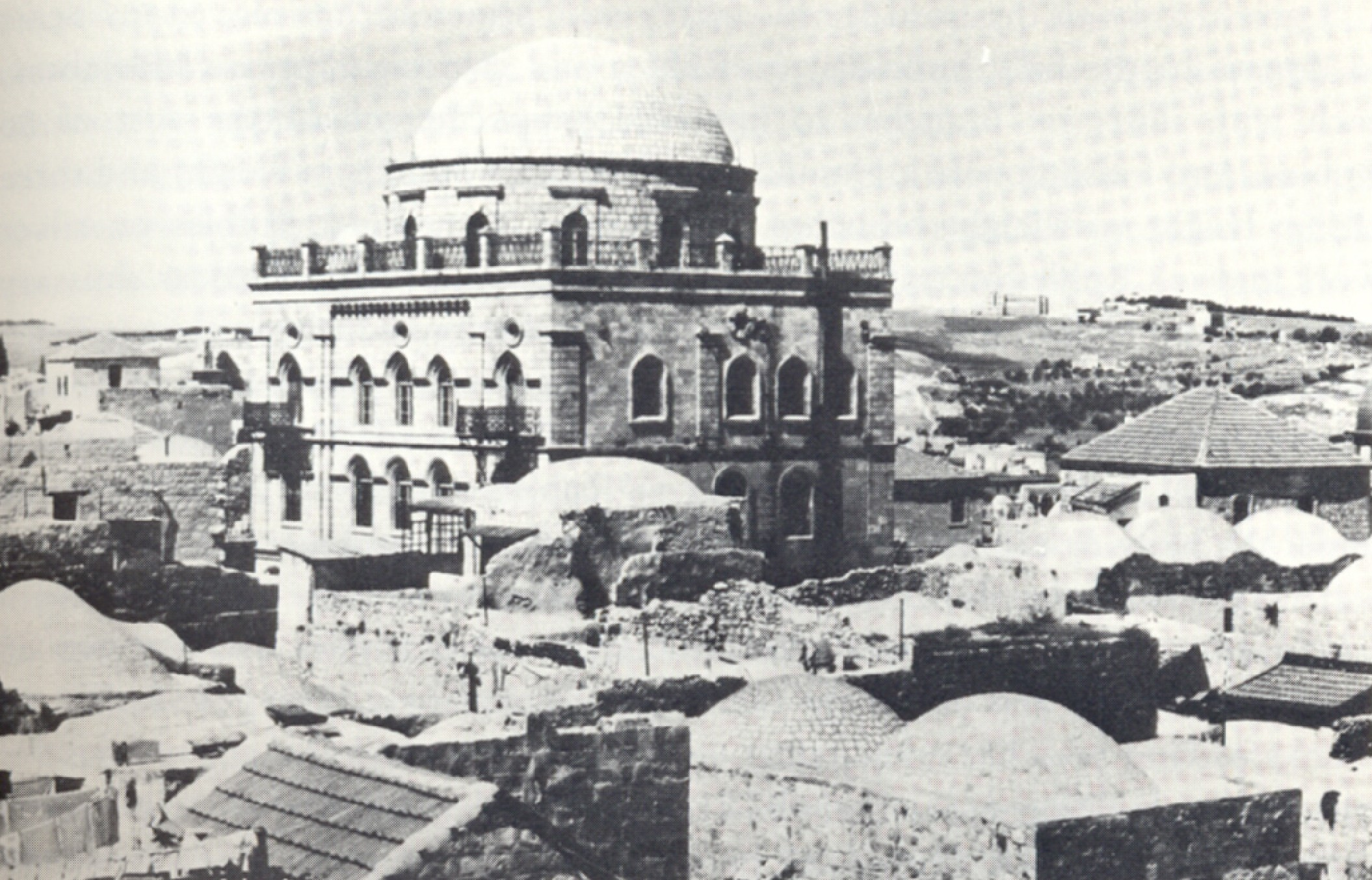
Tifʾeret-Jisraʾel-Synagoge, um 1940

Die Tifʾeret-Jisraʾel-Synagoge (hebräisch בֵּית הַכְּנֶסֶת תִּפְאֶרֶת יִשְׂרָאֵל Beit ha-Knesset Tifʾeret-Jisraʾel; im aschkenasischen Hebräisch und auf jiddisch Tifʾeres Jisroʾel ausgesprochen) war eine der bedeutendsten Synagogen der Jerusalemer Altstadt im 19. und 20. Jahrhundert. Im Jahre 1843 wurde auf die Initiative von Israel Back, dem Besitzer der ersten hebräischen Druckerpresse der Stadt, Land gekauft und die Erlaubnis für den Bau des großen Gotteshauses für die wachsende aschkenasische Gemeinde der Stadt eingeholt. Aufgrund finanzieller Engpässe und Verzögerungen fand die Eröffnung erst am 19. August 1872 statt. Die Pläne stammten aller Wahrscheinlichkeit nach von Martin Eppinger, der zu der Zeit bei Errichtung des zeitgenössisch Russenbau (Conrad Schick) genannten Baukomplexes tätig war, ein Ensemble russischer orthodoxer Andachtsstätten und Pilgerhospize, heute hebräisch מִגְרַשׁ הָרוּסִים Migrasch haRūssīm genannt. 
Benannt wurde die Synagoge nach dem Rabbiner Israel Friedmann, Stammvater mehrerer chassidischer Dynastien, der den Bau initiierte. Der Bau war auch bekannt unter dem Namen Nissan-Back-Schul (jiddisch ניסן ב״ק שול) nach ihrem Erbauer Nissan Back. Sie wurde nach dem Palästinakrieg 1948 von den Jordaniern gesprengt und nach der Rückeroberung im Sechstagekrieg zunächst nicht wieder aufgebaut.
Erst im Jahre 2012 gab die Jerusalemer Stadtverwaltung den Wiederaufbau der Synagoge bekannt. Der Grundstein des neuen Baus wurde am 29. Mai 2014 gelegt.